# Bayerische G 3/4 H
Die Dampflokomotiven der Gattung G 3/4 H der Bayerischen Staatsbahn wurden zwischen 1919 und 1923 gebaut. Auffallend an ihr waren im Vergleich zur G 3/4 N das Heißdampftriebwerk, der Speisewasservorwärmer, der größere und höher liegende Kessel und die wieder eingeführte Adamsachse statt des laufruhigeren Krauss-Helmholtz-Gestells. Durch den neuen Kessel und die größere Rostfläche war sie leistungsstärker und sparsamer als ihre Vorgängerinnen. Alle 225 gebauten Exemplare wurden von der Gruppenverwaltung Bayern der Deutschen Reichsbahn noch mit bayerischen Nummern in Betrieb genommen.
In der letzten Phase der Dampflokentwicklung in Bayern wurde der Lokomotivbestand in der Ausrichtung auf Leistung und Wirtschaftlichkeit modernisiert. Ganz besonders bewährte Loktypen wurden auch nach der Einsetzung des Vereinheitlichungsausschusses (Engeren Ausschusses für Lokomotiven zur Vereinheitlichung von Lokomotiven) 1921 noch nachgebaut, dazu gehörte auch die Reihe der G 3/4 H. Die Ausmusterung dieser Länderbahnlokvariante erfolgte deshalb so spät, da für den leichten Güterzugdienst lange keine geeigneteren Lokomotiven zur Verfügung standen.
Die ersten Lokomotiven hatten den Dom und den Sandbehälter unter einer gemeinsamen eckigen Verkleidung auf dem Kesselscheitel. Ab der Betriebs-Nr. 7166 (DR 54 1656) wurde Dom und Sandbehälter getrennt und unter runden Verkleidungen angeordnet. Gleichzeitig wurde hierbei auch die Kesselmasse erhöht, was half, die Schleudergefahr zu vermindern. Später erhielten die Fahrzeuge nach dem endgültigen zweiten Nummernplan der Reichsbahn die Betriebsnummern 54 1501–1725. Nach der Elektrifizierung kamen einige der Lokomotiven in norddeutsche Bahnbetriebswerke. Der Großteil der Loks überstand den Zweiten Weltkrieg und kam bis auf wenige Ausnahmen zur Deutschen Bundesbahn. Die letzte Lok (mit der Betriebsnummer 54 1632) wurde erst 1966 in Nürnberg ausgemustert.
Die 54 1534, 1548, 1550, 1559, 1607, 1625, 1637, 1663 und 1691 blieben nach dem Zweiten Weltkrieg in Österreich. Die ÖBB führten sie unter Beibehaltung der Ordnungsnummer als ÖBB Reihe 654 ihrem Fahrzeugpark zu. Bis 1957 wurden alle Maschinen der Reihe 654 ausgemustert. Die 654.1663 kam 1956 als Werklok in die Hauptwerkstätte Simmering, wo sie die Nummer 913.502 bekam.
Die Fahrzeuge waren mit einem Schlepptender der Bauart bay 3 T 18,2 ausgestattet.

## Erhaltene Lokomotiven, respektive Teile

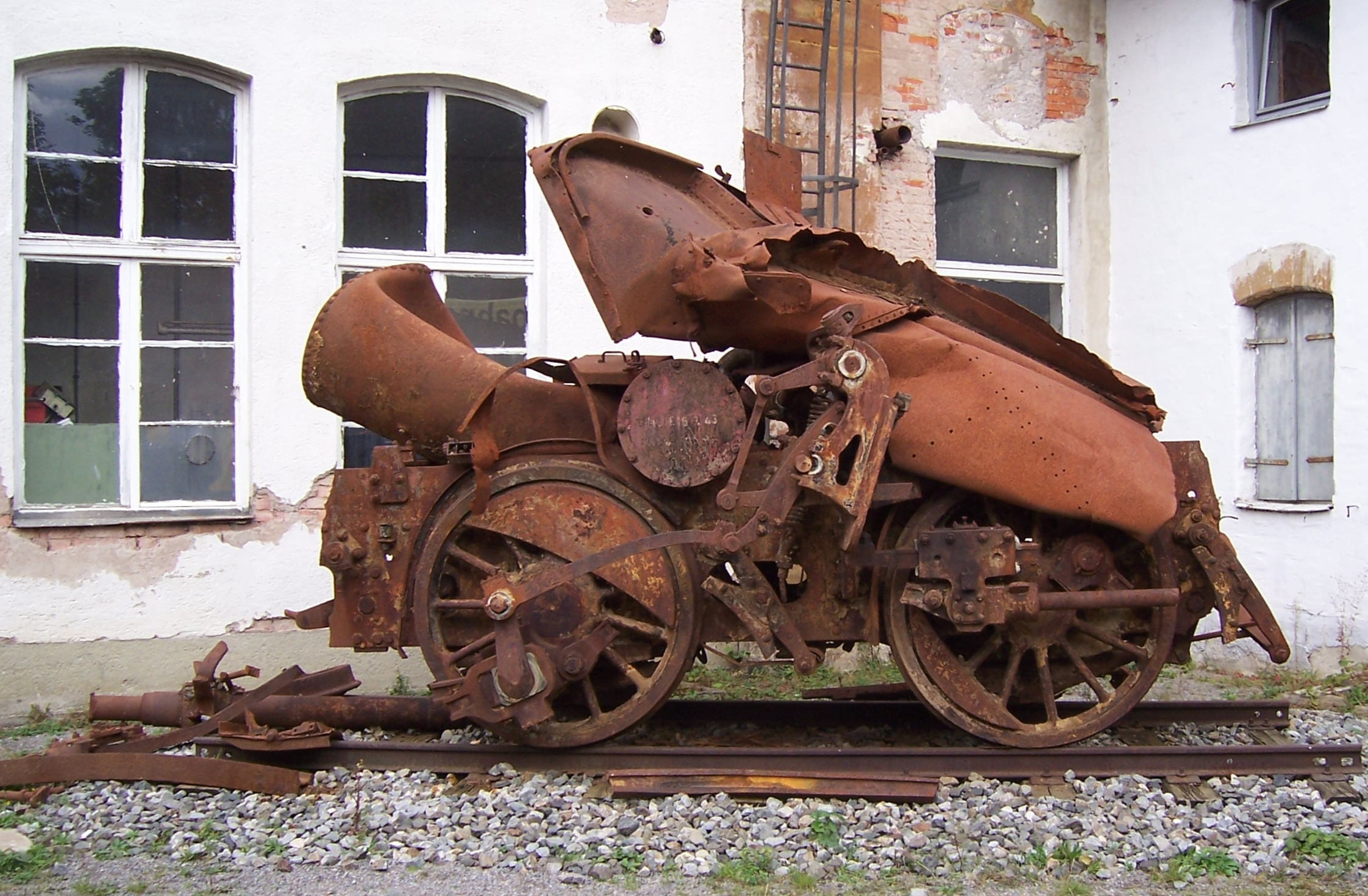
Reste einer G 3/4 im Bayerischen Eisenbahnmuseum in Nördlingen

Bei Tiefbauarbeiten im Zuge des Baues für einen neuen Bahnsteig zwischen den Gleisen 7 und 8 im Bahnhof Treuchtlingen stieß man am 13. Juli 2004 auf Lokomotivteile, die sich als Überreste der 54 1695 herausstellten.
Die 54 1695 (bay. G3/4H 7195) wurde mit der Fabriknummer 5395 im Jahr 1922 in der Lokomotiven- und Maschinenfabrik J.A. Maffei in  München gebaut und an die Gruppenverwaltung Bayern der Deutschen Reichsbahn mit der Nummer Bayern 7195 geliefert.
Die Lokomotive aus dem Bestand des Bahnbetriebswerks München war während des Bombenangriffs am 23. Februar 1945 zerstört und während der Aufräumarbeiten in einem Bombentrichter vergraben worden.
Die Reste der Lokomotive – ein Teil des Tenders, der Oberflächenvorwärmer mit Druckluftkessel und die 1. und 2. Achse – sind im Bayerischen Eisenbahnmuseum als Leihgabe des Verkehrsmuseums Nürnberg bzw. des DB Museums ausgestellt.